# Kinima Sosialdimokraton
Kinima Sosialdimokraton (griechisch Κίνημα Σοσιαλδημοκρατών, deutsch: Bewegung der Sozialdemokraten oder Sozialdemokratische Bewegung) ist eine sozialdemokratische und linksnationalistische Partei der Zyperngriechen in der Republik Zypern. Die Abkürzung der Partei ist EDEK (ΕΔΕΚ), nach dem ursprünglichen Parteinamen Eniaia Dimokratiki Enosi Kendrou (griechisch Ενιαία Δημοκρατική Ένωση Κέντρου; deutsch: Vereinigte Demokratische Union des Zentrums). Sie gehört der Sozialistischen Internationale und der Sozialdemokratischen Partei Europas an. Hauptsitz der Partei ist in Nikosia.

## Geschichte
Gegründet wurde EDEK 1969 von Vasos Lyssaridis, dem Leibarzt des Erzbischofs Makarios III. Lyssaridis hatte in den 1950er-Jahren in der EOKA gegen die britische Kolonialherrschaft und für die Vereinigung Zyperns mit Griechenland (Enosis) gekämpft. EDEK ging nach dem Zerbrechen der Patriotischen Front (Patriotiko Metopo) aus deren linkem Flügel hervor. EDEK orientierte sich zunächst an der Bewegung der Blockfreien Staaten und einem antiimperialistischen „Dritte-Welt-Sozialismus“, ideologische Vorbilder waren der Baathismus, Nasserismus und Gaddafi in der arabischen Welt sowie die französische 68er-Bewegung. Zudem unterstützte sie den Kampf der Panhellenischen Befreiungsbewegung unter Andreas Papandreou gegen das Obristenregime in Griechenland. 
Bei der Parlamentswahl 1970 kam EDEK mit 13,4 Prozent der Stimmen und zwei Sitzen im Repräsentantenhaus auf den vierten Platz. Im selben Jahr benannte sie sich in „Sozialistische Partei“ (Sosialistiko Komma) um, behielt aber das Kürzel EDEK. Mit ihrem paramilitärischen Flügel leistete die Partei bewaffneten Widerstand gegen den Putsch der EOKA-B im Juli 1974 sowie gegen die anschließende Besetzung Nordzyperns durch die Türkei. Hingegen unterstützte sie die Regierung des im Dezember 1974 zurückgekehrten Präsidenten Makarios. Bei der Parlamentswahl 1976 traf EDEK Absprachen mit der ebenfalls Makarios unterstützenden Dimokratiko Komma (DIKO) und der kommunistischen AKEL, wodurch die EDEK die Zahl ihrer Sitze auf vier steigern konnte, während die rechten Parteien DISY und DEK, die mit den Putschisten kooperiert hatten, ohne parlamentarische Vertretung blieben. Nach dem Tod von Makarios 1977 verzichtete EDEK auf eine eigene Präsidentschaftskandidatur und verhalf so dem DIKO-Vorsitzenden Spyros Kyprianou ins Amt, der von 1977 bis 1988 Präsident war. 

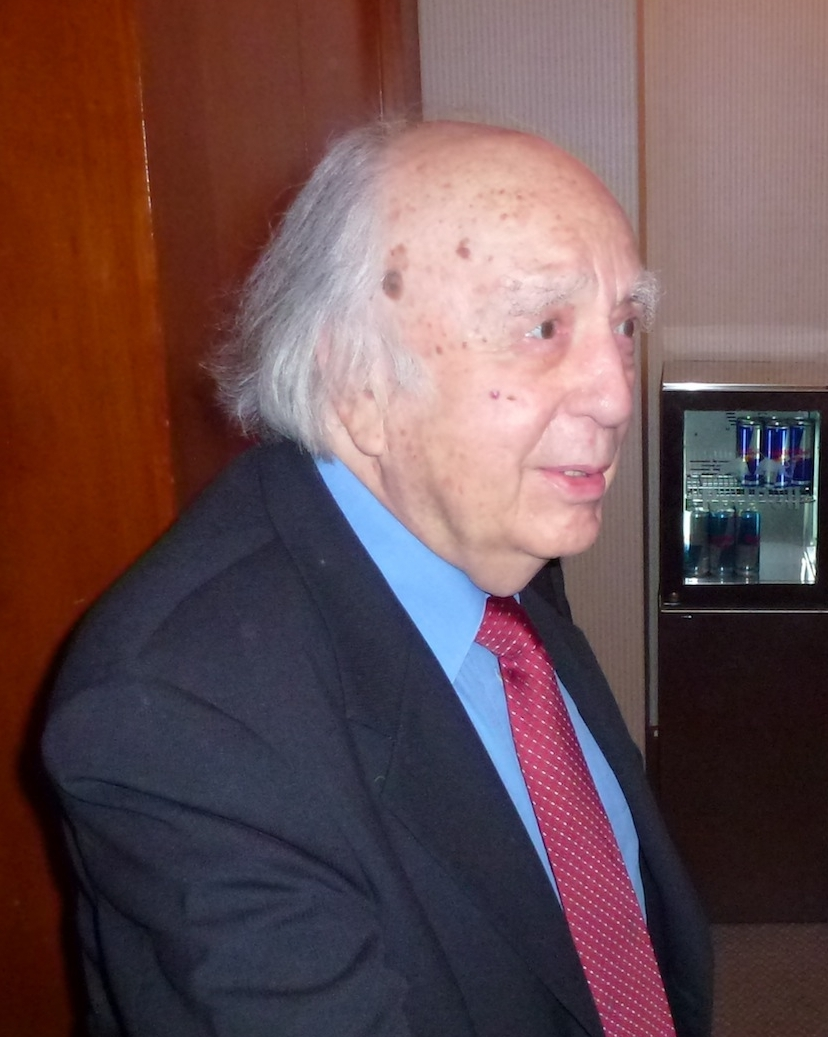
EDEK-Ehrenvorsitzender Vasos Lyssaridis (2011)

Bei der Präsidentschaftswahl 1983 kandidierte Vasos Lyssaridis für die EDEK, kam aber mit 9,5 Prozent der Stimmen nur auf den dritten Platz. Ab Anfang der 1980er-Jahre näherte sich die Partei ideologisch den westeuropäischen Sozialisten bzw. Sozialdemokraten an, ohne jedoch ihre nationalistische Ausrichtung aufzugeben. Sie wurde 1987 als Vollmitglied in die Sozialistische Internationale aufgenommen. Von 1985 bis 1991 war Vasos Lyssaridis Präsident des zyprischen Repräsentantenhauses. Bei der Präsidentschaftswahl 1988 schied der EDEK-Kandidat Lyssaridis mit 9,2 Prozent der Stimmen im ersten Wahlgang aus. In der Stichwahl unterstützte die Partei zusammen mit der AKEL den Parteilosen Georges Vassiliou, der auch Präsident wurde. Bei der Präsidentschaftswahl 1998 kam Lyssaridis wiederum mit 10,6 Prozent der Stimmen auf den dritten Platz.
Im Jahr 2000 nahm die Partei ihren aktuellen Namen, Kinima Sosialdimokraton, an. Bei den Wahlen 2001 gewann EDEK 6,5 Prozent der Stimmen und 4 Sitze im Repräsentantenhaus. Anschließend übergab der Parteigründer und langjährige Anführer Vasos Lyssaridis den Vorsitz an Yannakis Omirou. In der Regierung des Präsidenten Tassos Papadopoulos von der DIKO war EDEK von 2003 bis 2006 als kleiner Koalitionspartner vertreten und stellte mit Kyriakos Mavronikolas und Doros Theodorou den Verteidigungs- und den Justizminister. Die Partei gehörte zu den ausgesprochenen Gegnern des Annan-Plans zur Wiedervereinigung Zyperns in Form einer Konföderation, der bei der Volksabstimmung im Jahr 2004 von einer Mehrheit der Zyperngriechen abgelehnt wurde. Bei der Europawahl 2004, der ersten nach dem EU-Beitritt Zyperns, kam EDEK auf 10,7 Prozent der Stimmen, verpasste damit aber ganz knapp einen der sechs zyprischen Sitze im Europäischen Parlament. Bei der zyprischen Parlamentswahl am 21. Mai 2006 steigerte sich die Partei auf 8,9 Prozent und 5 Sitze. 

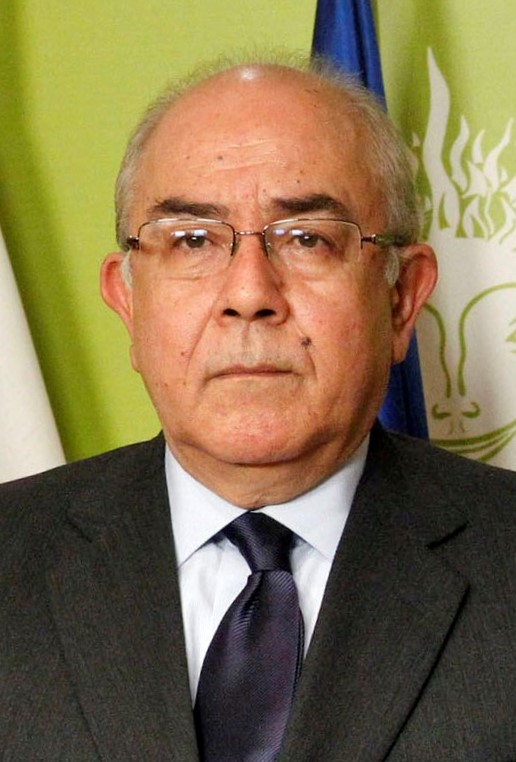
Yannakis Omirou, Parteivorsitzender und Parlamentspräsident (2013)

Bei der Präsidentenwahl 2008 unterstützte die Partei zunächst den Amtsinhaber Papadopoulos, nach dessen Ausscheiden im ersten Wahlgang dann Dimitris Christofias von der kommunistischen AKEL, der die Wahl auch gewann. In Christofias’ erstem Kabinett war EDEK von 2008 bis 2010 wieder als Juniorpartner an der Regierung beteiligt: Nikos Nikolaidis war Verkehrsminister, Michalis Polynikis Minister für Landwirtschaft und Umwelt. Bei der Europawahl 2009 gewann Kyriakos Mavronikolas erstmals einen Sitz im EU-Parlament für EDEK, er schloss sich der Fraktion der Progressiven Allianz der Sozialdemokraten (S&D) an. Von 2011 bis 2016 war der EDEK-Vorsitzende Omirou Präsident des Repräsentantenhauses. Zur Präsidentschaftswahl 2013 scheiterte der Versuch eines Bündnisses mit DIKO, Evropaiko Komma und Ökologischer Bewegung. Stattdessen stellte EDEK mit dem damals parteilosen ehemaligen Außenminister Giorgos Lillikas einen eigenen Kandidaten auf, der mit 24,9 Prozent der Stimmen auf den dritten Platz kam. Lillikas gründete anschließend eine eigene Partei der linken Mitte, die Symmachia Politon (SYPOL; „Bürgerallianz“). 
Zur Europawahl 2014 trat EDEK gemeinsam mit der Ökologischen Bewegung an, zusammen kamen sie auf 11,4 Prozent der Stimmen und einen EU-Abgeordneten: Dimitris Papadakis. Marinos Sizopoulos löste 2015 Yannakis Omirou als Parteivorsitzenden ab. Bei der zyprischen Parlamentswahl 2016 fiel EDEK auf 6,3 Prozent der Stimmen und drei Sitze im Repräsentantenhaus zurück, ebenso viele wie die neue Mitte-links-Partei SYPOL. Bei der Präsidentschaftswahl 2018 unterstützte EDEK den DIKO-Kandidaten Nikolas Papadopoulos, der als Drittplatzierter ausschied. Bei der Europawahl 2019 steigerte sich EDEK auf 10,6 Prozent der Stimmen und verteidigte so ihren Sitz im EU-Parlament. Zur zyprischen Parlamentswahl 2021 bildete EDEK eine gemeinsame Liste mit SYPOL, die jedoch nur 6,7 Prozent der Stimmen und vier Sitze erhielt, deutlich weniger als die Summe beider Parteien fünf Jahre zuvor.

## Wahlergebnisse
| Jahr | Wahl                | Stimmen                 | %       | Sitze            |
| ---- | ------------------- | ----------------------- | ------- | ---------------- |
| 1970 | Parlamentswahl 1970 | 26.906                  | 13,74 % | 2/35             |
| 1976 | Parlamentswahl 1976 | 172.485 von 1.242.476 1 | 71,89 % | 4/35 von 34/35 1 |
| 1981 | Parlamentswahl 1981 | 23.772                  | 8,17 %  | 3/35             |
| 1985 | Parlamentswahl 1985 | 35.371                  | 11,07 % | 6/56             |
| 1991 | Parlamentswahl 1991 | 37.264                  | 10,89 % | 7/56             |
| 1996 | Parlamentswahl 1996 | 30.033                  | 8,13 %  | 5/56             |
| 2001 | Parlamentswahl 2001 | 26.770                  | 6,51 %  | 4/56             |
| 2004 | Europawahl 2004     | 36.075                  | 10,79 % | 0/6              |
| 2006 | Parlamentswahl 2006 | 37.531                  | 8,91 %  | 5/56             |
| 2009 | Europawahl 2009     | 30.169                  | 9,85 %  | 1/6              |
| 2011 | Parlamentswahl 2011 | 36.113                  | 8,93 %  | 5/56             |
| 2014 | Europawahl 2014     | 19.894                  | 7,68 %  | 1/6 von 1/6 2    |
| 2016 | Parlamentswahl 2016 | 21.732                  | 6,18 %  | 3/56             |
| 2019 | Europawahl 2019     | 29.715                  | 10,58 % | 1/6              |
| 2021 | Parlamentswahl 2021 | 24.022                  | 6,72 %  | 4/56             |